# Raorchestes travancoricus
Raorchestes travancoricus es una especie de anfibio anuro de la familia Rhacophoridae. Es endémica de los Ghats occidentales, India. Se consideró extinta hasta su redescubrimiento en 2004, y está amenazada de extinción debido a la deforestación de su hábitat.